# Cocești, Alba
Cocești este un sat în comuna Avram Iancu din județul Alba, Transilvania, România.